# Leo Pleysier
Leo Pleysier (pour l'état civil: Leo Jozef Theresia Pleysier) est un écrivain belge d'expression néerlandaise né à Rijkevorsel le 28 mai 1945.